# Bosc de Llimiana
El Bosc de Llimiana és un bosc del Pallars Jussà situat en el terme municipal de Llimiana, al Pallars Jussà.
Ocupa tot el vessant septentrional del Montsec de Rúbies, al sud de la vila de Llimiana, a l'esquerra del barranc de Barcedana. El bosc s'estén per tots els contraforts del nord del Montsec de Rúbies, com ara el Serrat de Balampia, el dels Corrals, el del Cogull, els Castellots, etc., així com per les llaus i barrancs del lloc: llau del Valentí, de la Coma, dels Castellots, de Serrat Cabrer, del Sant...